# Castro Verde
Castro Verde este o arie protejată (arie de protecție specială avifaunistică — SPA) din Portugalia întinsă pe o suprafață de 85.343,01 ha, integral pe uscat.

## Localizare
Centrul sitului Castro Verde este situat la coordonatele 37°44′43″N 8°00′32″W / 37.7453°N 8.009°V.

## Înființare
Situl Castro Verde a fost declarat arie de protecție specială avifaunistică în august 1999 pentru a proteja 69 de specii de animale.

## Biodiversitate
Situată în ecoregiunea mediteraneană, aria protejată nu include niciun habitat protejat.
La baza desemnării sitului se află mai multe specii protejate:
- păsări (63): lăcar mare (Acrocephalus arundinaceus), lăcar-de-lac (Acrocephalus scirpaceus), vulturul negru (Aegypius monachus), pescăruș albastru (Alcedo atthis), fâsă-de-câmp (Anthus campestris), fâsă de luncă (Anthus pratensis), lăstunul mare (Apus apus), Aquila adalberti, acvilă de munte (Aquila chrysaetos), pasărea ogorului (Burhinus oedicnemus), ciocârlie-cu-degete-scurte (Calandrella brachydactyla), Caprimulgus ruficollis, măcăleandru roșcat (Cercotrichas galactotes),  prundaș gulerat mic (Charadrius dubius), chirighiță-cu-obraz-alb (Chlidonias hybridus), barză albă (Ciconia ciconia), barză neagră (Ciconia nigra), șerpar (Circaetus gallicus), erete vânăt (Circus cyaneus), erete cenușiu (Circus pygargus), Clamator glandarius, dumbrăveancă (Coracias garrulus), prepeliță (Coturnix coturnix), cuc (Cuculus canorus), lăstun de casă (Delichon urbica), egretă mică (Egretta garzetta), Elanus caeruleus, șoim de iarnă (Falco columbarius), Falco naumanni, șoim călător (Falco peregrinus), Galerida theklae, ciovlica roșcată (Glareola pratincola), cocor (Grus grus), vulturul pleșuv sur (Gyps fulvus), Hieraaetus fasciatus, acvilă pitică (Hieraaetus pennatus), piciorong (Himantopus himantopus), Hippolais polyglotta, rândunică roșcată (Hirundo daurica), rândunică (Hirundo rustica), sfrâncioc cu cap roșu (Lanius senator), ciocârlie de pădure (Lullula arborea), privighetoare (Luscinia megarhynchos), ciocârlie de bărăgan (Melanocorypha calandra), prigoare (Merops apiaster), gaia neagră (Milvus migrans), gaia roșie (Milvus milvus), pietrar mediteranean (Oenanthe hispanica), grangur (Oriolus oriolus), dropie (Otis tarda), ciuf-pitic (Otus scops), lopătar (Platalea leucorodia), ploier auriu (Pluvialis apricaria), Pterocles orientalis, lăstun de mal (Riparia riparia), turturică (Streptopelia turtur), silvie roșcată (Sylvia cantillans), Sylvia hortensis, silvie de tufiș (Sylvia undata), spârcaci (Tetrax tetrax), sturzul viilor (Turdus iliacus), sturz-cântător (Turdus philomelos), nagâț (Vanellus vanellus)
- amfibieni (1): Discoglossus galganoi
- mamifere (4): liliac cu aripi lungi (Miniopterus schreibersii), liliac comun (Myotis myotis), liliacul mare cu potcoavă (Rhinolophus ferrumequinum), liliacul mic cu potcoavă (Rhinolophus hipposideros)
- nevertebrate (1): Apteromantis aptera

Pe lângă speciile protejate, pe teritoriul sitului au mai fost identificate 1 specie de păsări, 6 specii de mamifere, 5 specii de reptile.